# Bad Homburg Open 2025
Il Bad Homburg Open 2025, sponsorizzato da Solarwatt, è stato un torneo di tennis femminile che si gioca su campi in erba all'aperto. È stata la 5ª edizione del Bad Homburg Open, facente parte della categoria WTA 500 del WTA Tour 2025. Si è svolto al TC Bad Homburg di Bad Homburg, in Germania, dal 23 al 29 giugno 2025.

## Partecipanti

### Teste di serie
| Nazionalità | Giocatrice             | Ranking* | Testa di serie |
| ----------- | ---------------------- | -------- | -------------- |
| Stati Uniti | Jessica Pegula         | 3        | 1              |
| Italia      | Jasmine Paolini        | 5        | 2              |
|             | Mirra Andreeva         | 7        | 3              |
| Polonia     | Iga Świątek            | 8        | 4              |
| Stati Uniti | Emma Navarro           | 9        | 5              |
|             | Diana Šnajder          | 12       | 6              |
| Ucraina     | Elina Svitolina        | 14       | 7              |
|             | Ekaterina Aleksandrova | 18       | 8              |

* Ranking al 16 giugno 2025.

### Altre partecipanti
Le seguenti giocatrici hanno ricevuto una wild card per il tabellone principale:
- Tatjana Maria
- Naomi Ōsaka
- Maria Sakkarī
- Laura Siegemund

La seguente giocatrice è entrata in tabellone utilizzando il ranking protetto:
- Belinda Bencic

La seguente giocatrice è entrata in tabellone con lo special exempt:
- Wang Xinyu

Le seguenti giocatrici sono passate dalle qualificazioni:

- Viktoryja Azaranka
- Olga Danilović
- Kateřina Siniaková
- Ajla Tomljanovic

Le seguenti giocatrici sono entrate in tabellone come lucky loser:
- Ashlyn Krueger
- Veronika Kudermetova

### Ritiri
Prima del torneo
- Paula Badosa → sostituita da  Julija Putinceva
- Ljudmila Samsonova → sostituita da  Veronika Kudermetova
- Wang Xinyu → sostituita da  Ashlyn Krueger

## Partecipanti al doppio

### Teste di serie
| Nazione     | Giocatrice         | Nazione       | Giocatrice     | Ranking* | Teste di serie |
| ----------- | ------------------ | ------------- | -------------- | -------- | -------------- |
| Canada      | Gabriela Dabrowski | Nuova Zelanda | Erin Routliffe | 8        | 1              |
| Ucraina     | Ljudmyla Kičenok   | Australia     | Ellen Perez    | 28       | 2              |
| Stati Uniti | Asia Muhammad      | Paesi Bassi   | Demi Schuurs   | 29       | 3              |
| Ungheria    | Tímea Babos        | Brasile       | Luisa Stefani  | 51       | 4              |

* Ranking al 16 giugno 2025.

### Altre partecipanti
La seguente coppia di giocatrici ha ricevuto una wild card per il tabellone principale:
- Caty McNally /  Nastasja Schunk

La seguente coppia di giocatrici è subentrata in tabellone come alternate:
- Tayisiya Morderger /  Yana Morderger

### Ritiri
Prima del torneo
- Wang Xinyu /  Zheng Saisai → sostituita da  Tayisiya Morderger /  Yana Morderger

## Campionesse

### Singolare
Jessica Pegula ha sconfitto in finale  Iga Świątek con il punteggio di 6-4, 7-5.

### Doppio
Guo Hanyu /  Aleksandra Panova hanno sconfitto in finale  Ljudmyla Kičenok /  Ellen Perez con il punteggio di 4-6, 7-6(4), [10-5].